# Bestbreeder from 1997 to 2000
Bestbreeder From 1997 to 2000 er et opsamlingsalbum fra det finske metalband Children of Bodom der blev udgivet i 2003. Albummet blev kun udgivet i Japan. Alle livenumrerne er også på bandet første livealbum Tokyo Warhearts.
Spor 1, "Rebel Yell", er det eneste Children of Bodom-nummer som har rene vokaler.

## Numre
1. "Rebel Yell" (Billy Idol-cover)
2. "In the Shadows"
3. "Lake Bodom"
4. "Warheart"
5. "Silent Night Bodom Night"
6. "Towards Dead End"
7. "Children of Bodom"
8. "Deadnight Warrior" (live)
9. "Hatebreeder" (live)
10. "Touch Like Angel of Death" (live)
11. "Downfall" (live)
12. "Follow the Reaper"
13. "Bodom After Midnight"
14. "Everytime I Die"
15. "Mask of Sanity"
16. "Hate Me!"
17. "Kissing the Shadows"